# Closure/Continuation
Closure/Continuation es el undécimo álbum de estudio de la banda de rock progresivo británica Porcupine Tree; el primero en 12 años, desde The Incident, lanzado en 2009. Fue publicado el 24 de junio de 2022 a través de Music for Nations.

## Trasfondo
Finalizada la gira promocional de The Incident en 2010, Porcupine Tree entró en una pausa indefinida. Momento en que el frontman, Steven Wilson, se centraba cada vez más en su carrera como solista y los demás miembros de banda empezaban a trabajar en otros proyectos. Durante los años siguientes, Wilson dijo en varias declaraciones que aun consideraba reunir a la banda en el futuro; en 2018, sin embargo, descartó la posibilidad de un retorno. Aun así, en enero de 2021, Wilson declaró que "[Porcupine Tree] posiblemente volverá a grabar material algún día. No sé cuándo. Probablemente sea en el momento en que todo el mundo menos esté esperándolo."

El 28 de octubre de 2021, Porcupine Tree, Wilson y el baterista Gavin Harrison lanzaron un vídeo teaser en sus redes sociales, con un signo de interrogación y el hashtag "#PTCC". Al ser invertida la pista de audio del mismo, y aumentando su velocidad 5 veces, se podía oír un fragmento de 1 segundo con la voz de Wilson cantando "Like the harridan you are". El 30 de octubre siguiente, nuevamente a través de las distintas redes sociales, lanzan otro video misterioso titulado "01.11.21", con una pista que, al acelerarla, revelaba un riff de bajo. El 1 de noviembre, la banda anunció el lanzamiento de un nuevo álbum de estudio, titulado Closure/Continuation, y una gira promocional a fines de 2022. La nueva alineación será un trío que constará de Wilson, Harrison y Richard Barbieri, sin Colin Edwin, el bajista de larga data. En el mismo día, liberaron Harridan, el primer sencillo del álbum. Asimismo, explicaron que el material para Closure/Continuation ha estado en desarrollo desde el lanzamiento de The Incident:
"Harridan" y algunas de las otras canciones nuevas han estado en reproducción desde poco después del lanzamiento de The Incident. Inicialmente vivían en un disco duro, en un archivo de computadora que iba creciendo lentamente, llamado PT2012, luego renombrado PT2015, PT2018, etc. Hubo momentos en los que incluso nos olvidamos de que estaban allí, y momentos en los que nos regañaban para que los acabáramos para ver a dónde nos llevaban. Al escuchar las piezas terminadas, quedó claro que este no era como ninguno de nuestros trabajos fuera de la banda: el ADN combinado de las personas detrás de la música significaba que estas pistas estaban formando lo que era innegable, inconfundible, obviamente, un disco de Porcupine Tree."
El 8 de marzo de 2022, liberan el segundo sencillo del álbum, titulado Of The New Day. Se trata de una balada con compases cuya longitud cambia constantemente, pasando de compases regulares de 4/4 a 3/4, a 5/4 a 6/4, 11/4, de modo que la pista nunca se asienta en ninguno.
Según su sitio web, el álbum se completó en septiembre de 2021.

## Lanzamiento
El álbum fue lanzado el 24 de junio de 2022 en seis versiones diferentes: CD y vinilo deluxe caja recopilatoria, vinilo doble azul transparente de edición limitada, vinilo doble estándar, CD estándar, casete y descarga digital.

## Lista de canciones
| N.º | Título            | Escritor(es)                   | Duración |  |
| 1.  | «Harridan»        | Gavin Harrison / Steven Wilson | 8:08     |  |
| 2.  | «Of the New Day»  | Wilson                         | 4:43     |  |
| 3.  | «Rats Return»     | Wilson, Harrison               | 5:40     |  |
| 4.  | «Dignity»         | Wilson, Richard Barbieri       | 8:22     |  |
| 5.  | «Herd Culling»    | Wilson, Harrison, Barbieri     | 7:03     |  |
| 6.  | «Walk The Plank»  | Wilson, Barbieri               | 4:27     |  |
| 7.  | «Chimera's Wreck» | Wilson, Harrison               | 9:39     |  |

Bonus de la edición especial
| N.º | Título                   | Escritor(es)     | Duración |  |
| 8.  | «Population Three»       | Harrison, Wilson | 6:51     |  |
| 9.  | «Never Have»             | Wilson           | 5:07     |  |
| 10. | «Love in the Past Tense» | Harrison, Wilson | 5:49     |  |

## Personal
- Steven Wilson – voces, guitarras, bajo, teclados
- Richard Barbieri – teclados, sintetizadores
- Gavin Harrison – batería